# Rick Engles
Rick B. Engles (Tulsa, 18 agosto 1954) è un ex giocatore di football americano statunitense, che ha giocato nel ruolo di punter per tre stagioni nella National Football League (NFL). Fu scelto nel corso del terzo giro (89º assoluto) del Draft NFL 1976 dai Seattle Seahawks. Al college ha giocato a football alla University of Tulsa dove fu premiato come All-America.

## Carriera professionistica
Dopo una carriera come All-America alla University of Tulsa in cui si classificò al secondo posto nella nazione per lunghezza media dei punt (46,6 yard), Engles fu scelto nel corso del terzo giro del Draft 1976 dalla neonata franchigia dei Seattle Seahawks. Rick rimase con la squadra fino alla prima parte della stagione 1977 quando fu tagliato, accasandosi ai Pittsburgh Steelers. La terza e ultima stagione della carriera la disputò nel 1978 con i Philadelphia Eagles.

## Vittorie e premi
Nessuno